# タケオカ自動車工芸
有限会社タケオカ自動車工芸（タケオカじどうしゃこうげい）は、富山県富山市にあるミニカー、及び特殊車両の製造企業。

## 概要
元々は看板製作会社であり、FRP成形を得意にしていた。光岡自動車の依頼でBUBUシャトル50を開発。その後、価格面で光岡自動車と折り合わず独自のミニカーを製造販売する。50ccミニカーの規制強化（普通免許を必要とすることなど）で他社が次々と撤退する中50ccミニカーを作り続け、近年は日本初の実用的な福祉型小型電気自動車「フレンドリー・エコ」を開発するなど積極的に活動している。
利益の上がらないミニカー生産からの撤退も模索されていたが、障害者ユーザーより「タケオカさんが作ってくれないと、我々が移動できなくなる」との声を受けて多品種・少量をオーダーメイドで生産している。特徴としては、オーダーメイドの手作りの為にバーハンドル・手ブレーキ・手アクセル、左足ブレーキ・アクセル等、障害に程度に応じて操作出来るミニカー作成を受けてくれる。
日本製高性能電気ミニカーとしての海外での評価は高く、半数近くが輸出用である。
特別仕様車も毎年販売しており、雑誌やテレビなどのメディアにも数多く出ている。また、国際博覧会にも毎年出展している。
近年では電気自動車の技術蓄積により、遊園地内での移動用多人数電気車両やトンネル内点検用の電気自動車などの産業用車両を多く手掛け、日本国内では貴重な技術力の高いオーダーメイド車両メーカーへと経営が多角化している。

## 沿革
- 1981年（昭和56年） - ミニカーの製造、販売を開始する。
- 1996年（平成8年） - 北陸電力との共同開発、販売を開始する。
- 1998年（平成10年） - 新エネルギー財団の主催の第2回「新エネバンガード21」で「新エネルギー財団会長賞」受賞。
- 1999年（平成11年）
  - 環境調査センターと日刊工業新聞の主催の第26回「環境賞」優良賞受賞。
  - 北陸電力と共に、環境庁「地球温暖化防止活動大臣賞」表彰。
- 2021年（令和3年）12月1日 - 公式ホームページリニューアル。
- 2024年（令和6年）3月19日 - 40年以上愛され続けた「アビー50㏄」が50㏄エンジンの生産終了に伴い、生産終了を公開。
- 2025年（令和7年）3月19日 -「アビー 50㏄ミニカー Final Edition」を公式サイトで公表。アビー50cc最後の限定車となる。

## 現行製品

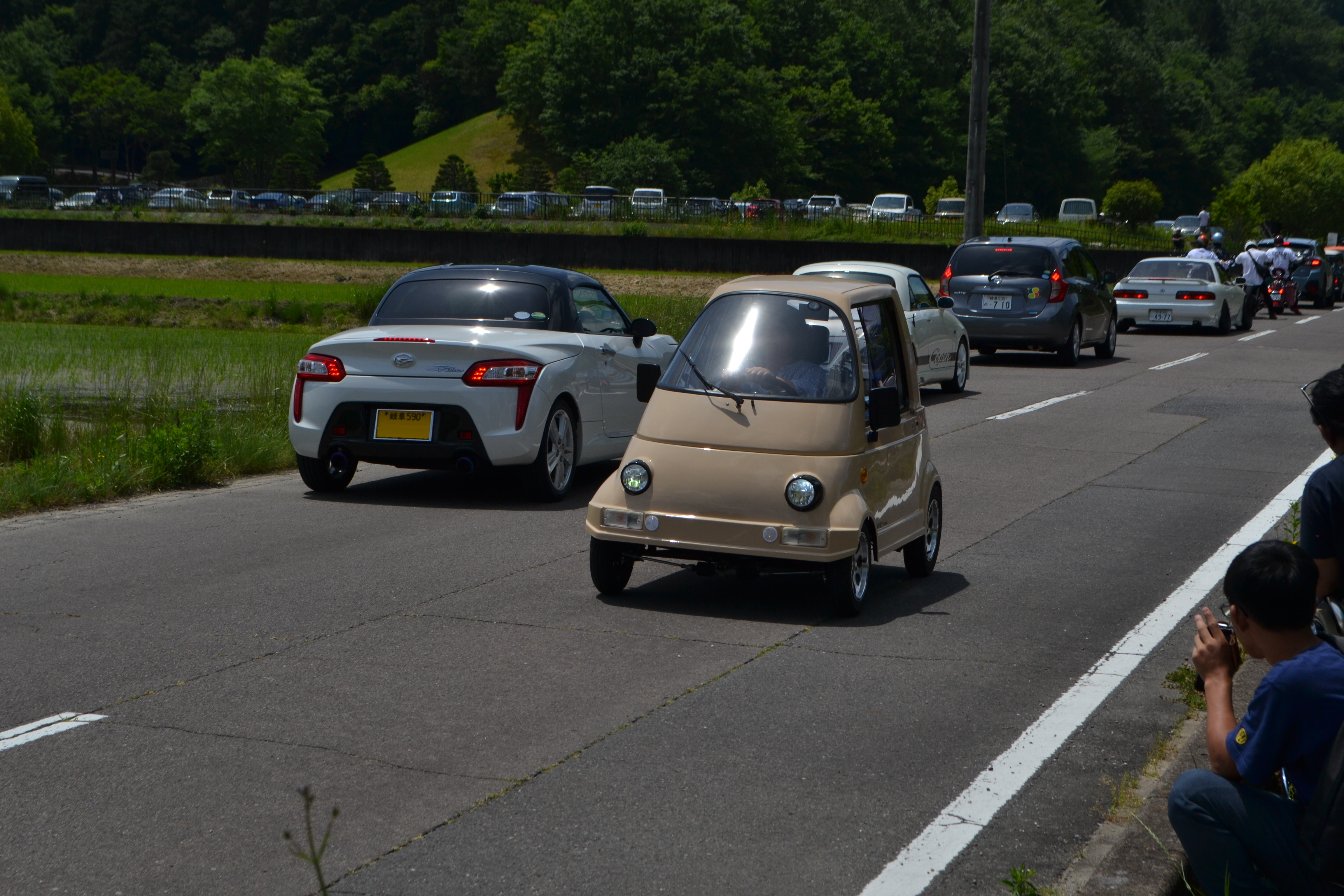
アビー（4代目）

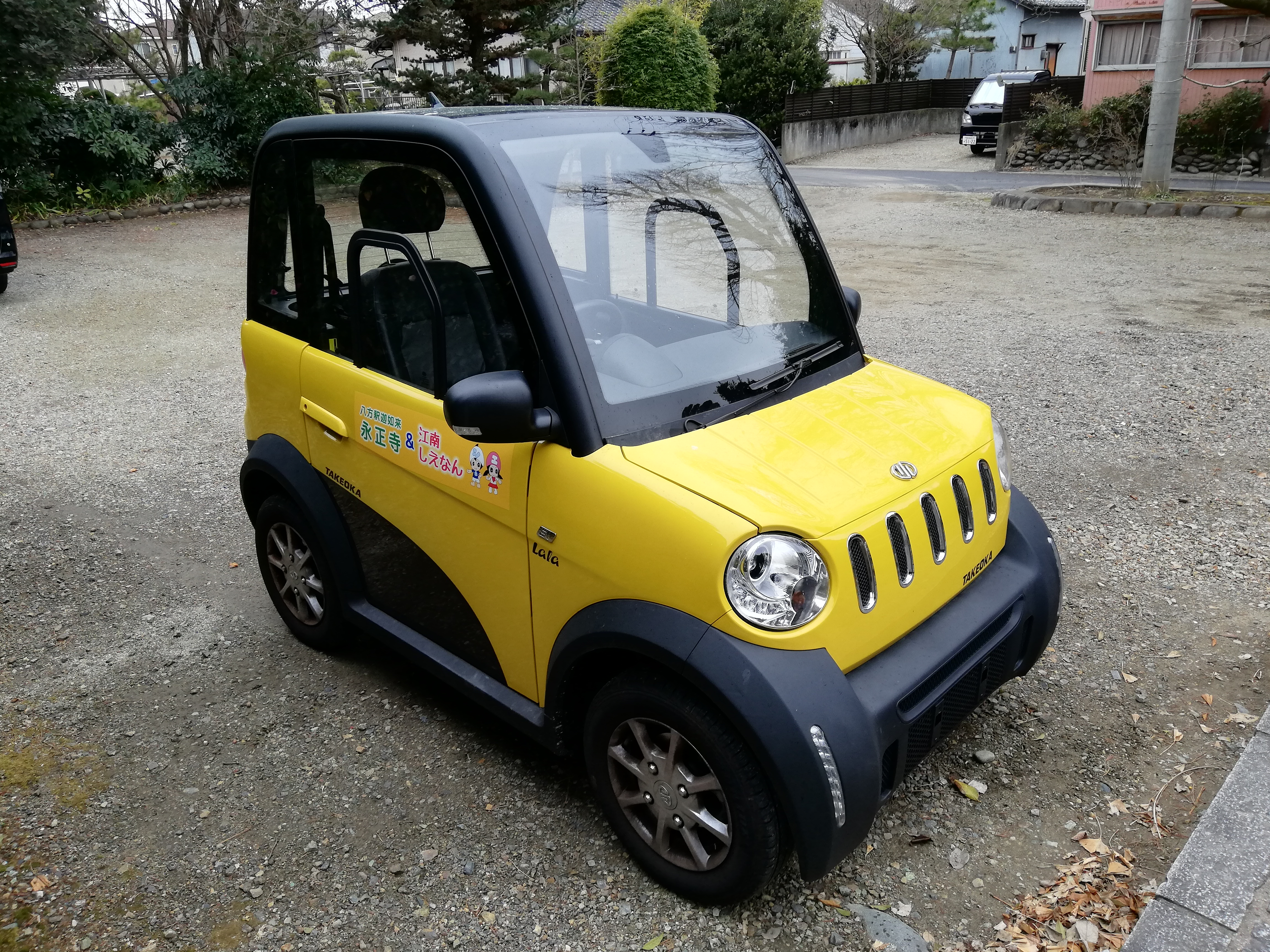
Lala
2016年発表、発売の1人乗り電気ミニカー（原動機付四輪自転車）で軽自動車と同等の機能を搭載する。
中国・嘉远汽车製の車両を輸入販売。
2022年に、鉛72V仕様を追加。最高スピード60km、登坂力20％上がった。
アビー4代目 （アビーキャロット）
タケオカ自動車工芸のロングセラーモデルで、4輪ミニカー。
原動機はホンダ製4サイクルガソリンエンジン。
2022年に、生誕40周年記念とし「アビークラシック」限定発売
2024年に、4代目の2,000台突破記念とし、「Classical」と「Modern」を限定発売
2025年6月19日、2025年11月より始まる排ガス規制に伴い、新品の50ccエンジンが手に入らなくなるためアビーの生産終了を発表。最終モデルとして限定100台の「Final Edition」と限定10台の「Gold ABBEY」を発売。
2025年7月8日、「Final Edition」に搭載している50ccのホンダ・AF74を搭載するホンダ・タクト(2BH-AF79)及びヤマハ・ジョグ(2BH-AY01)の生産終了発表を受け、販売台数に届かなくともベース車両の新規入手がストップした時点でアビーの生産を終了することを発表した。
福祉車両
オーダーメイドにより製作される。車椅子に乗ったまま運転できるように製作、改造生産されている
電気遊覧バス
オーダーメイドにより製作される。電気シャトルバスで公道を走行することは出来ない。
納品先は、日立建機、富山市ファミリーパーク、富山県中央植物園、茨城県フラワーパーク、上湧別チューリップ公園、明治村など
特殊車両
オーダーメイドにより製作される。
納品先は、JR東日本、JR西日本、東京電力など

## 歴代
- 1981年 -  光岡自動車と、BUBUシリーズ（ミニカー）の共同開発および製造開始。販売は光岡自動車。
- 1982年 - アビー（1型3輪車）
- 1984年 - アビー（2型4輪車）
- 1986年 - アビー（3型4輪車）
- 1988年 - アビー（4型4輪車）
- 1992年 - ドンキー（屋根付き4輪スクーター）
- 1993年- フレンドリー（車椅子用50ccミニカー）
- 1995年- フレンドリー（車椅子用電気ミニカー）
- 1996年 - 北陸電力と電気自動車の共同開発を開始
- 1997年 - ルーキー（一人乗り電動4輪車）
- 1999年 - ミリュー（電気ミニカー・北陸電力との共同開発車）
- 2000年 - ミリューR（回生式電気ミニカー・北陸電力との共同開発車）
- 2002年 - フレンドリー・エコ（車椅子用電気軽自動車・北陸電力との共同開発車）
- 2003年 - REVA（2人乗り軽自動車）
- 2004年 - ジュータ（1人乗り3輪軽自動車）
- 2006年 - REVA-i（4人乗り軽自動車、後に「REVA CLASSIC」に改名）
- 2011年 - T-10（電気ミニカー）
- 2011年 - T-10L（電気ミニカー、T-10のリチウム・イオン仕様モデル）
- 2012年 - T-10G（50ccミニカー、T-10のガソリン仕様モデル）
- 2013年 - オスチャ（電動除雪機）
- 2014年 - ダウンタウンガール（1人乗り電気ミニカー）
- 2016年 - Lala（１人乗り電気ミニカー）

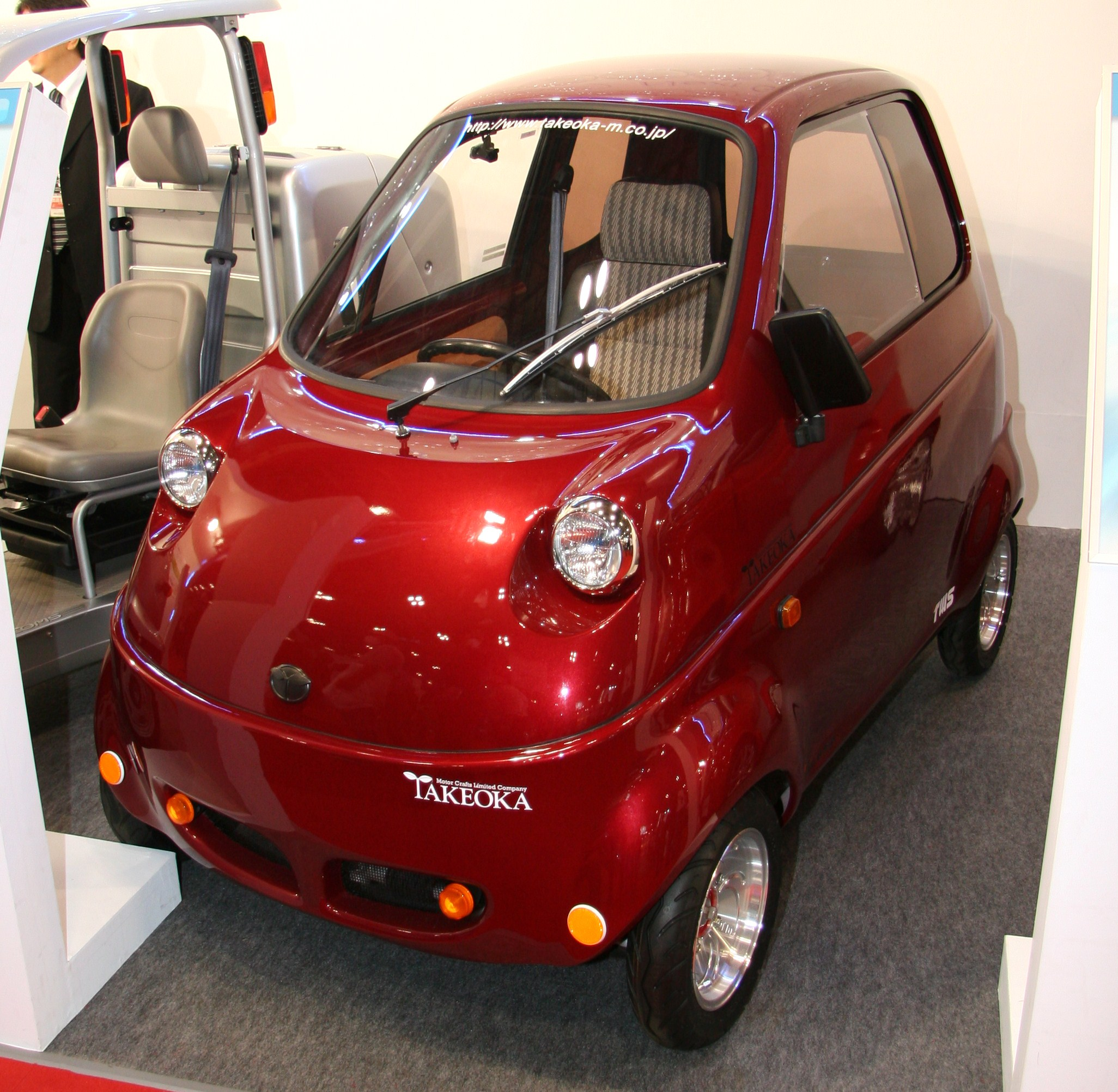
T-10

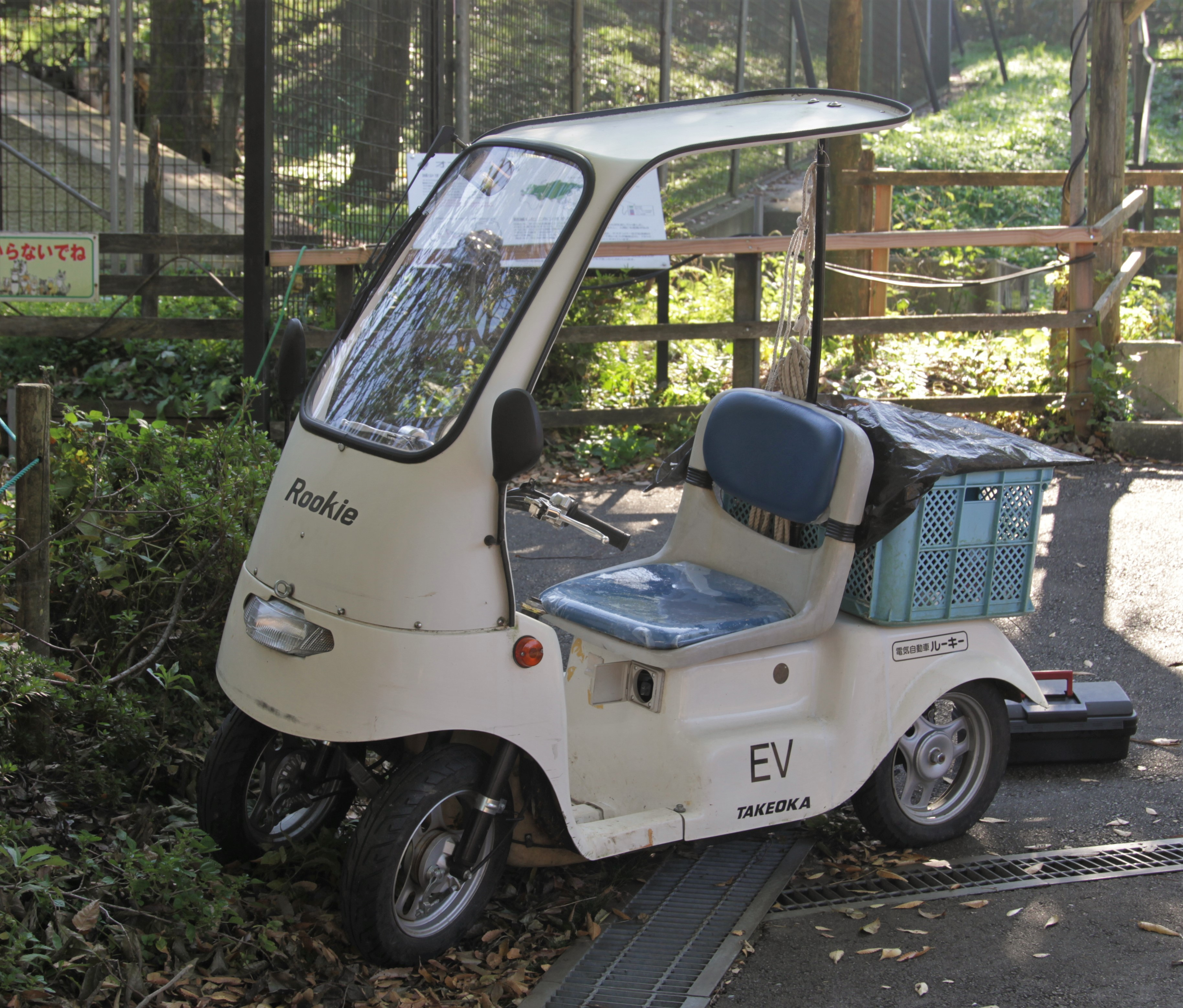
ルーキー

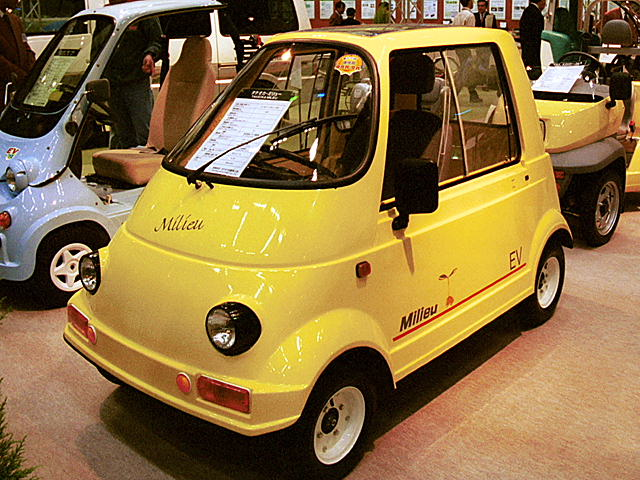
ミリュー

REVA
インドの電動コンパクトカーメーカー・マヒンドラ・ラストマイル・モビリティ（旧：Reva Electric Car Company、マヒンドラ&マヒンドラの子会社）社製車両「 REVAi」（初代モデル）を輸入販売。なお、乗車定員・ボディサイズ・モーター出力・最高速度などの関係上、タケオカが販売した車種中唯一（2024年9月現在）の軽自動車規格で販売された車種でもある。
イギリス仕様車「G-Wiz」が同国のテレビ番組『トップ・ギア』のジェレミー・クラークソンら当時のプレゼンター（司会者）全員から「最低の車」の代名詞とされるほどに酷評され、更には同番組の企画で破壊されたことで有名。なお、後継モデルの「マヒンドラ・e2o」の輸入販売は行われなかった。

ジュータ
インド製のガソリンエンジン駆動、軽3輪ピックアップトラックを輸入販売

ルーキー EV-1
4輪の原動機付自転車。原動機はDC24Vブラシモーターなので、電気自動車である。

フレンドリー・エコ
福祉型ミニカー「フレンドリー」の電気自動車版。

T-10G
2013年開発のガソリン自動車。
T-10にガソリンエンジンを積んだモデル

ミリュー
アビーを電動化した4輪ミニカー。
鉛電池を使用して電動モーターを動力としている。航続距離は55km。家庭用電源で充電できる。Milieuとは、フランス語で「環境」のこと。

ミリューR
ミニカー「ミリュー」の高性能版。北陸電力との共同開発され、出力の切り替えスイッチや、回生ブレーキなどが装備される。

T-10
2012年開発の電気自動車。
始めから電気自動車として開発させた為、車室をアビーベースのミリューより大型・重量化出来た。
デザインは富山大学芸術文化部の林曉教授によるもの。

## アビー

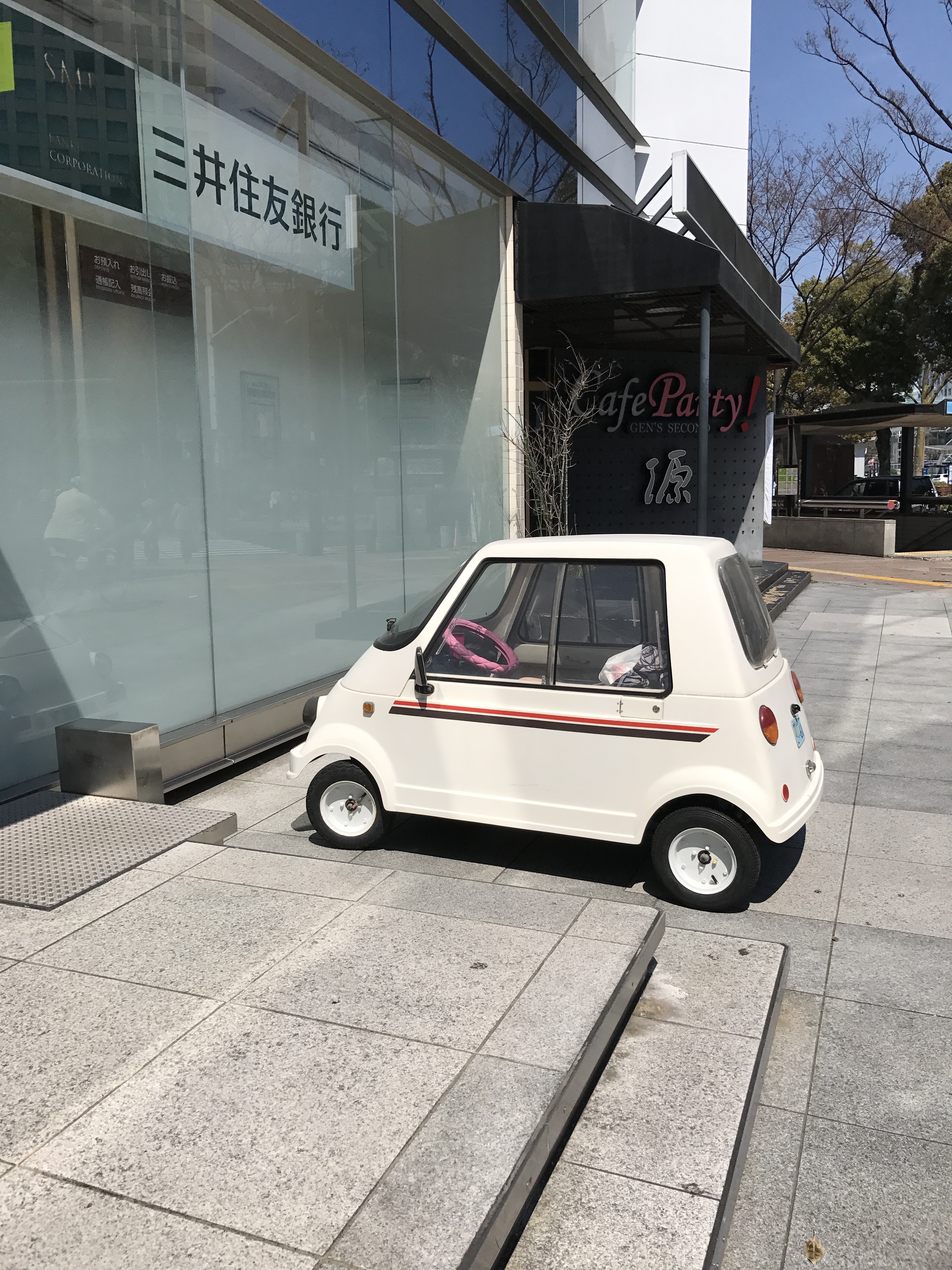
アビー 四型

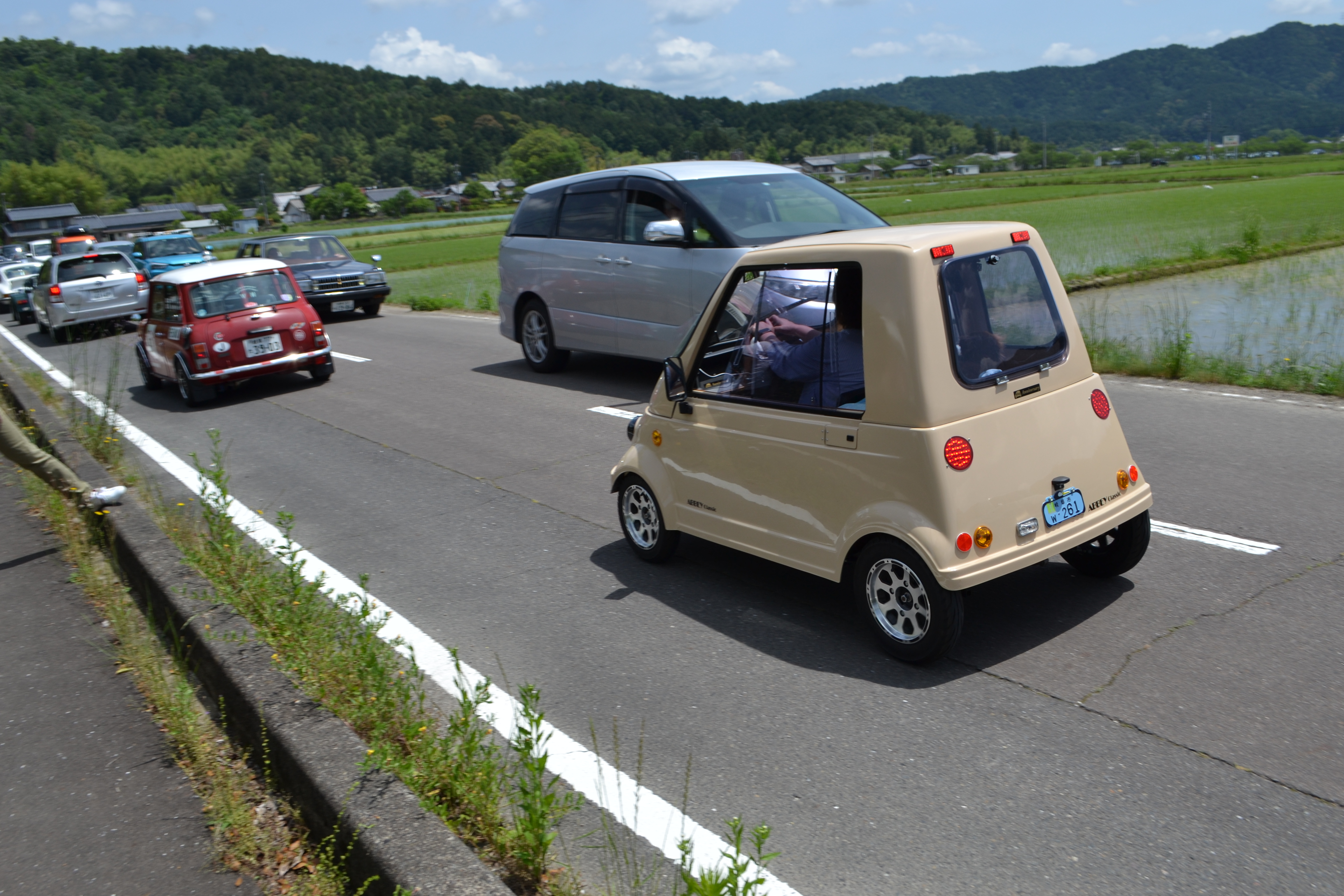
アビー四型

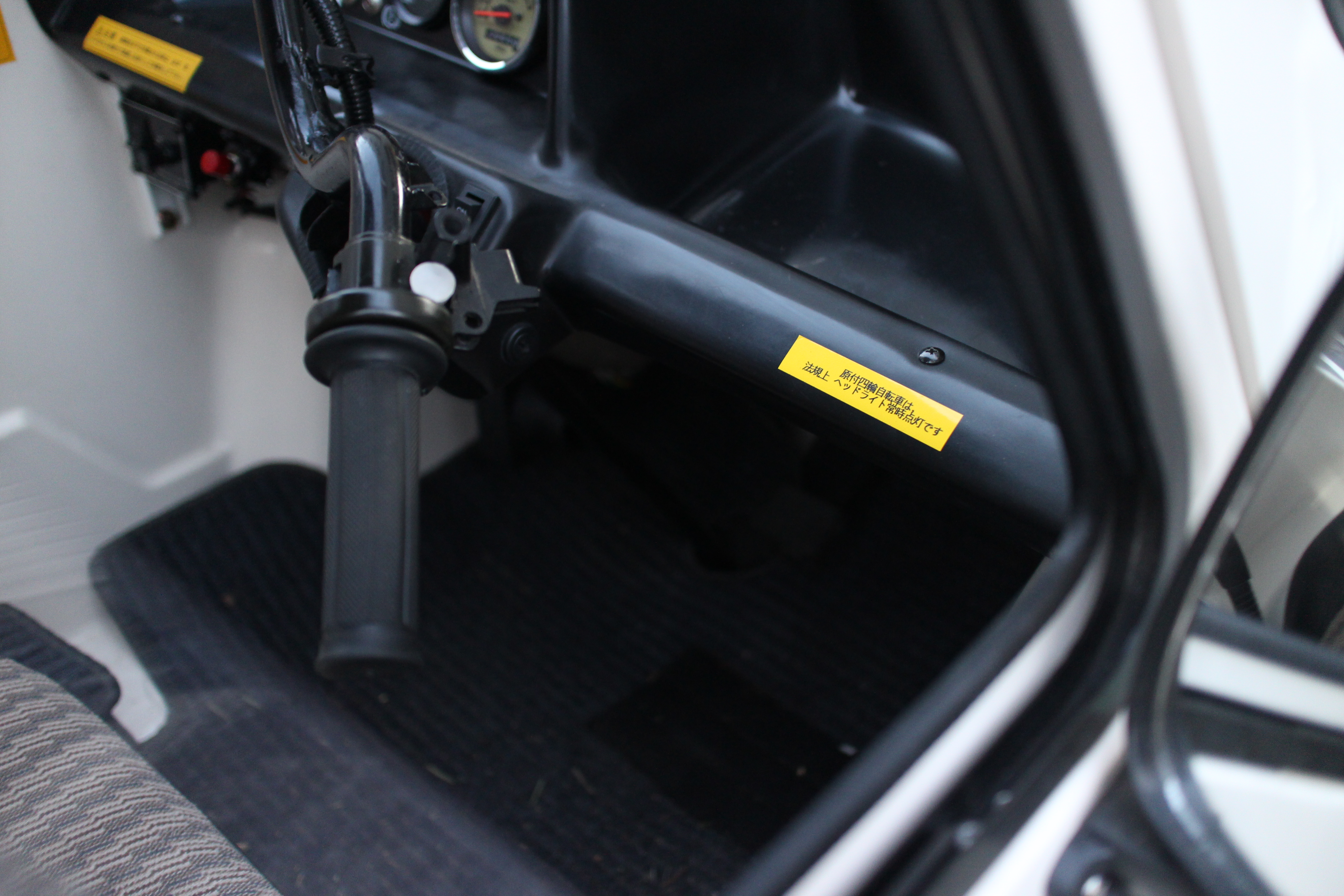
バーハンドルタイプ

アビー 一型
前二輪、後ろ一輪の3輪ミニカー。デフを持たない。ワイヤブレーキ、バーハンドル。原動機は2サイクルホンダ系ガソリンエンジン。
元々は障害を持っている方が雨でも外に出歩きたい、スクーターに屋根が欲しいという要望を受けて開発されたもの。三輪フルキャビンであった。
アビー 二型 ボックス
四輪ミニカー。原動機は2サイクルホンダ系ガソリンエンジン。三型が発売されても継続受注生産されていたので、最終型は不明。
バンパー付きラダーフレーム、バック付きデフ、ヘッドライトの二灯化、大型フルキャビンにより車室が大幅に拡大された。
車重の増大に伴い、油圧ブレーキが採用された。ラック&ピニオン式丸ハンドルとバーハンドルが存在する。
ただし、当時のスクーターの絶対的パワー不足により、動力性能は高くなかった。
余裕のある車室、充実した装備によりミニカーとしては異例のヒット作となる。

アビー 三型 スポーツ
四輪ミニカー。原動機は2サイクルホンダ系ガソリンエンジン（前期フラッシュ、後期DJ-1R）。
二型ボックスをスポーティにリファインし、軽量化されたもの。ボディのデザインがスポーティに大きく変わる。
二型のラダーフレーム・デフを継承し、バンパーの廃止、バイクホイール、バイクワイヤブレーキ、ヘッドライトの一灯化がなされる。オプションでサンルーフが設定される。
しかし免許制度の改定、及びユーザーのニーズに合わない車室の狭さから市場には受け入れられず、生産台数は少ない。二灯のものも確認されている。
アビー 四型 前々期型
四輪ミニカー。原動機は2サイクルホンダ系ガソリンエンジン（AF-18Dio）。
デフが変更され、それに伴いフレームが変わる。二型・三型と比べて、トレッドが広く、ホイールベースが5cm短い。
バイクホイール、バイクワイヤブレーキ、一灯ヘッドライト。一灯ヘッドライトで、合わせホイールドラムモデルも存在する。
キャビンは三型と比べて大幅に改善された。
三型からアビーキャロットへの過渡的なモデルの為、生産台数は少ない。
アビー キャロット 四型 前期型
四輪ミニカー。原動機は2サイクルホンダ系ガソリンエンジン（AF-18Dio、AF-34Dio）。
四型前々期型を熟成させたもの。
合わせホイール、専用ワイヤドラムブレーキ、二灯ヘッドライト。
これにより、エンジンパワーと車両重量に見合った制動力を得られた為、完成度の非常に高いモデルとなる。
後期にはリヤクウォーターウインドウが追加され、バック時の見切りが良くなる。
ロングセラーモデルとなった。
アビー キャロット 四型 後期型
四輪ミニカー。原動機は2サイクルホンダ系ガソリンエンジン（AF-34Dio）またはホンダ系水冷エンジン（AF57スマートDio?）。
ボディ金型が改良され、ボディデザインを変えずに後部が立ち上がったデザインとなり、荷室が広くなる。これに伴い、車両重量が10kg増える。
合わせホイール、専用ワイヤドラムブレーキ。
油圧ブレーキになるまでのロングセラーモデル。
アビー キャロット 四型 後々期型
四輪ミニカー。原動機は空冷・水冷4サイクルガソリンエンジン（ホンダAF57スマートDio、AF62、AF63、ヤマハJOG）。
排気ガス規制により、ベースとなるスクーターが4サイクルとなる。
油圧ドラムブレーキとなり、制動力が大幅に改善する。テールランプの形状が変更される。エンジン以外は現行アビーキャロットと変更は無い。

## 受賞
- 1998年（平成10年）2月 - 新エネルギー財団主催「第2回新エネバンガード21」の「新エネルギー財団会長賞」受賞。
- 1999年（平成11年）
  - 6月 - 株式会社日刊工業新聞社主催の第26回「環境賞」優良賞受賞。
  - 12月 - 環境庁主催・北陸電力株式会社と共に「地球温暖化防止活動大臣賞表彰」並びに（低公害車部門）受賞
- 2010年（平成22年）3月 - 富山プロダクツに選定。